# Campiglossa deserta
Campiglossa deserta este o specie de muște din genul Campiglossa, familia Tephritidae. A fost descrisă pentru prima dată de Erich Martin Hering în anul 1939. Conform Catalogue of Life specia Campiglossa deserta nu are subspecii cunoscute.